# Mitromorpha alba
Mitromorpha alba é uma espécie de gastrópode do gênero Mitromorpha, pertencente a família Mitromorphidae.